# Mount Edgcumbe
Mount Edgcumbe – park krajobrazowy w południowo-zachodniej Anglii (Wielka Brytania), w Kornwalii, w civil parish Maker-with-Rame, nieopodal Plymouth. Dawna posiadłość arystokratyczna, której początki sięgają XVI wieku, od 1971 roku stanowi własność publiczną. Jest zabytkiem klasy I.

## Opis
Park położony jest we wschodniej części półwyspu Rame, zajmuje obszar 350 ha (865 akrów). Większą jego część stanowią tereny parkowo-ogrodowe wokół rezydencji Mount Edgcumbe House, położone nad zatoką Plymouth Sound, w sąsiedztwie wsi Cremyll. Teren parku jest pofałdowany, o stromych zboczach. Z wielu miejsc na terenie parku rozpościera się widok na okoliczną linię brzegową, położone na przeciwnym brzegu miasto Plymouth oraz ujście rzeki Tamar. Park obejmuje także pas wybrzeża klifowego wokół półwyspu Rame, który ciągnie, poprzez wsie Kingsand i Cawsand oraz przylądki Penlee Point i Rame Head, po wybrzeże zatoki Whitsand Bay. Wzdłuż wybrzeża przez teren parku przebiega turystyczny szlak pieszy South West Coast Path.
Mount Edgcumbe House to rezydencja z XVI wieku z późniejszymi zmianami. Budynek zaprojektowany został na planie prostokąta, ma dwie kondygnacje. W każdym jego narożniku znajduje się trzykondygnacyjna, ośmiościenna wieża. Na północnym skraju parku znajdują się ogrody formalne, zajmujące powierzchnię 3 ha (7 akrów), reprezentujące różne style ogrodowe (m.in. francuski, angielski i włoski), rozplanowane stopniowo od XVIII do XXI wieku. Odrębny ogród z XVIII wieku (Earl’s Garden) przylega bezpośrednio do rezydencji. Pozostała część parku utrzymana jest przeważająco w stylu swobodnym (ogród angielski).
Park wpisany jest do rejestru zabytkowych parków i ogrodów jako obiekt klasy I. Na jego obszarze znajduje się także 55 obiektów wpisanych do rejestru zabytkowych budynków, jako zabytki klas II* i II. Do obiektów klasy II* należą oranżeria z XVIII w., triumfalny łuk wjazdowy upamiętniający wizytę króla Jerzego III w 1789 r., kaplica nad studnią z XIV/XV w. (St Julian’s Well), XVI-wieczna warownia strzegąca wejścia do portu w Plymouth oraz XVIII-wieczna atrapa (folly) świątyni rzymskiej poświęcona Johnowi Miltonowi (Temple of Milton). Wśród zabytków klasy II znajdują się rezydencja Mount Edgcumbe House oraz XVIII-wieczne folly w kształcie zrujnowanej wieży.
Współwłaścicielami parku są organy samorządowe: rada Kornwalii (Cornwall Council) oraz rada miasta Plymouth (Plymouth City Council). Park udostępniony jest zwiedzającym nieodpłatnie przez cały rok, z wyłączeniem rezydencji Mount Edgcumbe House oraz ogrodu Earl’s Garden, które otwarte są jedynie w sezonie letnim, a za wstęp do których pobierane są opłaty.

## Historia
W 1515 roku Piers Edgcumbe, ówczesny posiadacz tych ziem, uzyskał od króla Henryka VIII pozwolenie na wygrodzenie około 200-akrowego (ok. 80 ha) parku dla jeleni, wykorzystywanego w celach łowieckich. W latach 1547–1550 jego syn Richard wybudował na terenie posiadłości dwór Mount Edgcumbe House, który był odtąd główną rezydencją rodu Edgcumbe, zastępując w tej roli Cotehele. Od 1742 roku głowy rodu tytułowane były baronami Edgcumbe, a od 1789 hrabiami Mount Edgcumbe. Przy okazji nadania tytułu hrabiowskiego posiadłość odwiedził król Jerzy III z królową Charlottą. W 1827 roku Mount Edgcumbe odwiedziła królowa Adelajda. Do 1854 roku posiadłość znajdowała się w granicach administracyjnych hrabstwa Devon; wówczas włączona została do Kornwalii.
W 1941 roku, podczas II wojny światowej, rezydencja Mount Edgcumbe House poważnie ucierpiała w niemieckim nalocie bombowym skierowanym przeciw portowi w Plymouth. Wnętrze budynku, trafionego przez bomby zapalające, doszczętnie spłonęło; zachowały się jedynie zewnętrzne ściany budynku. Odbudowany został w latach 1958–1964. W 1971 roku ówczesny hrabia Mount Edgcumbe sprzedał całą posiadłość organom samorządowym, w następstwie czego przekształcona została w publicznie dostępny park krajobrazowy.

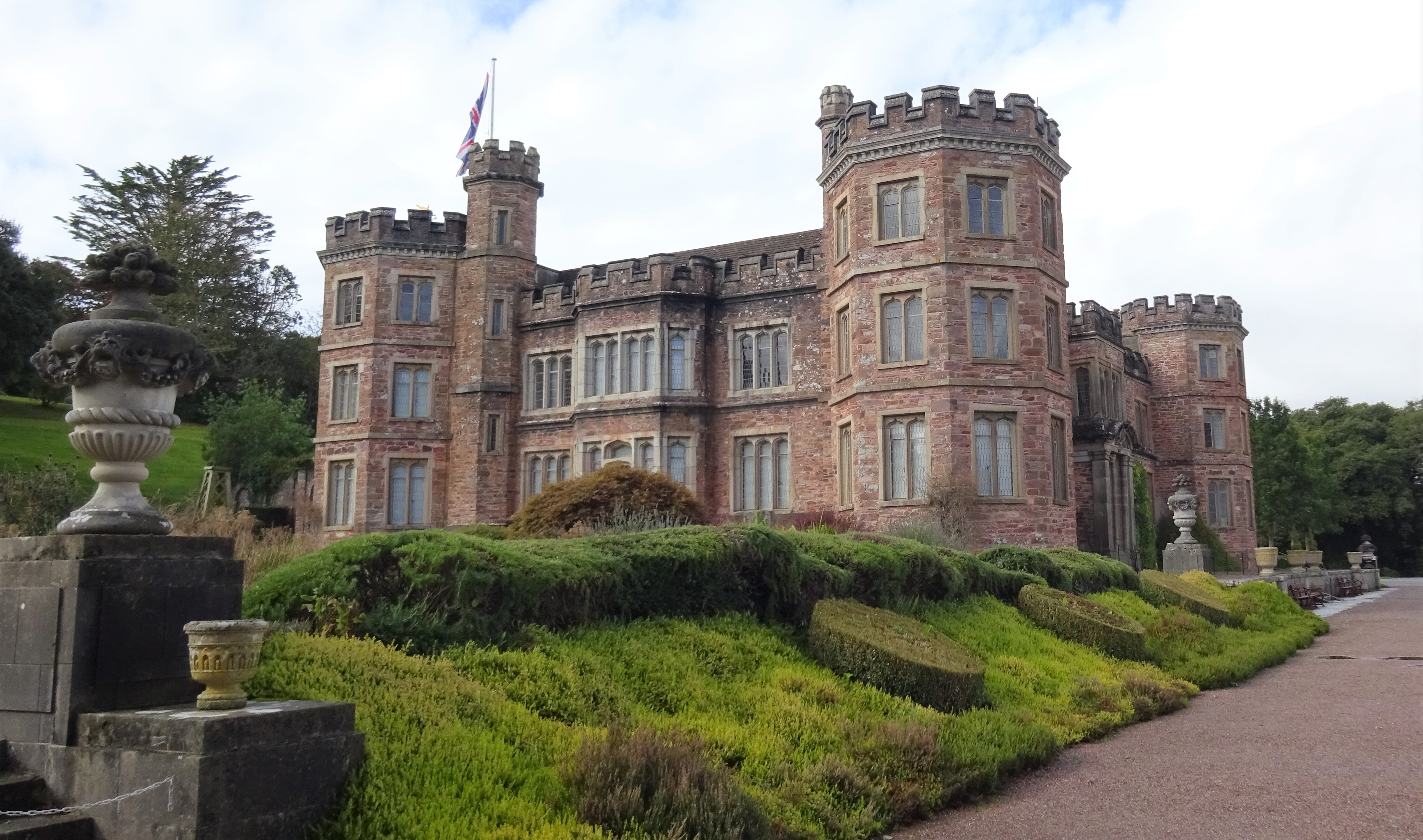
Mount Edgcumbe House
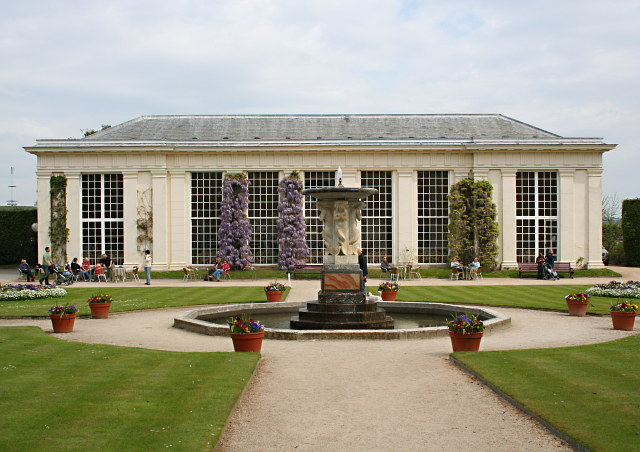
Oranżeria i fontanna w ogrodzie włoskim
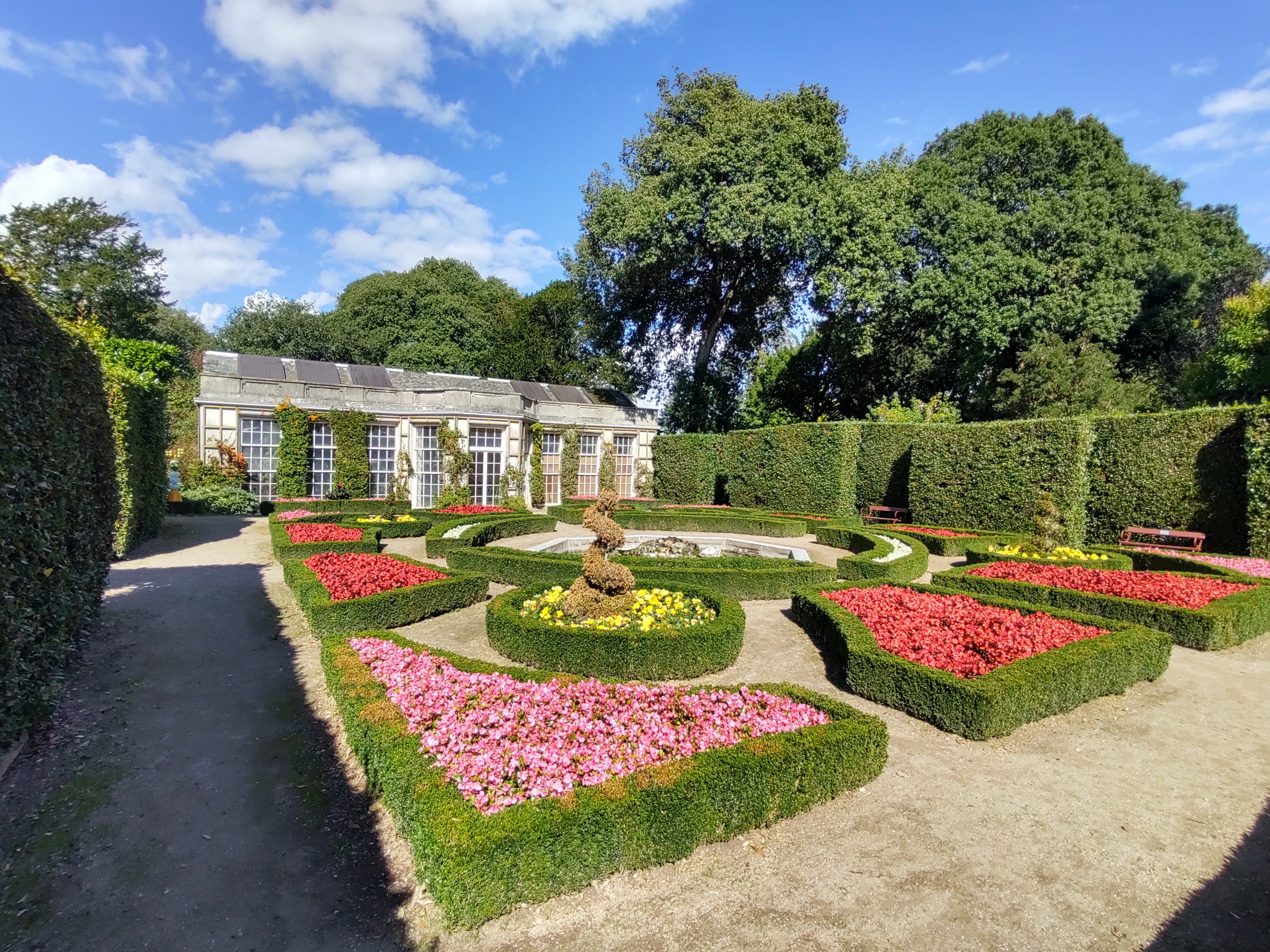
Ogród francuski
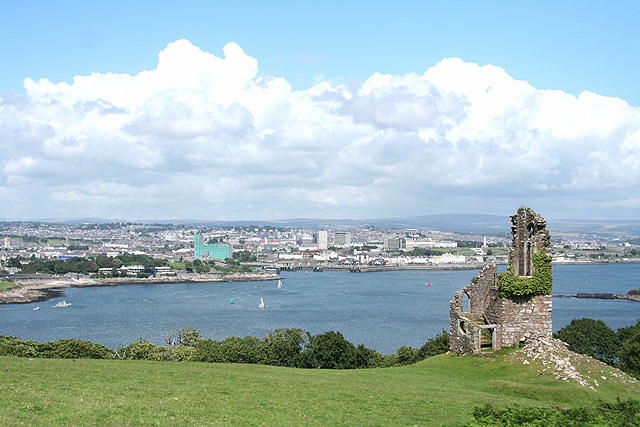
Zrujnowana wieża (folly) z widokiem na zatokę Plymouth Sound i miasto Plymouth